# Renato Anselmi (Fechter)
Renato Anselmi (* 26. Oktober 1891 in Marigliano; † 3. Oktober 1973 in Genua) war ein italienischer Säbelfechter und Generale di Divisione.

## Karriere
Renato Anselmi wurde 1930 in Lüttich und 1931 in Wien mit der Mannschaft Vizeweltmeister. Dreimal nahm er an Olympischen Spielen teil. 1924 blieb er in Paris in der Mannschaftskonkurrenz mit der italienischen Equipe ohne Niederlage und wurde gemeinsam mit Giulio Sarrocchi, Guido Balzarini, Marcello Bertinetti, Bino Bini, Oreste Moricca, Oreste Puliti und Vincenzo Cuccia Olympiasieger. Bei den Olympischen Spielen 1928 in Amsterdam zog er mit der Mannschaft ein weiteres Mal in die Finalrunde ein, die Italien dieses Mal hinter Ungarn auf dem zweiten Rang abschloss. Zusammen mit Giulio Sarrocchi, Bino Bini, Gustavo Marzi, Oreste Puliti und Emilio Salafia gewann er damit die Silbermedaille. 1932 in Los Angeles sicherte er sich mit einem weiteren zweiten Platz, erneut hinter Ungarn, gemeinsam mit Giulio Gaudini, Gustavo Marzi, Ugo Pignotti, Emilio Salafia und Arturo De Vecchi eine zweite Silbermedaille. 1929 und 1930 wurde er italienischer Einzelmeister mit dem Säbel.
Anselmi war Ingenieur und machte im italienischen Militär Karriere. Er ging als Generale di Divisione in den Ruhestand und wurde für seine Verdienste unter anderem als Kommandeur des Orden der Krone von Italien ausgezeichnet.